# گربه برمه‌ای

## تاریخچه
گربه برمه‌ای ( به معنی خوش یمن، زیبا و باشکوه ) نژادی از گربه‌های اهلیست که به دو شاخه ی : برمه ی امریکایی و برمه ی انگلیسی تقسیم می‌شوند که نباید آن‌ها را با " گربه ی مقدس برمه " اشتباه گرفت . ونگ مائو (به انگلیسی: Wong Mau)٫جد گربه برمه ای، گربه ماده قهوه‌ای کوچکی بود که اولین بار در غرب مشاهده شد و او را به این نام می شناختند. سپس در سال ۱۹۳۰ وی را به آمریکا بردند و به علت آنکه در آن زمان هیچ گربه نر هم نژادی وجود نداشت تصمیم گرفته شد تا نری تقریباً شبیه به آن، از نژاد سیل پُینت سیامی (به انگلیسی: Seal Point Siamese) انتخاب شود. نتیجه بچه‌هایی بود که شباهت زیادی به نژاد تونکینس (Tonkinese) داشتند. سپس بچه گربه‌ای که به رنگ قهوه‌ای تیره بود و شباهت بیشتری به مادرش داشت، به قصد جفتگیری مجدد با والده اش انتخاب شد و حاصل نژاد گربه برمه‌ای امروزی شد. این نژاد تا سال ۱۹۸۴ در بریتانیا شناخته شده نبود و اگرچه امروزه نیز به اندازه نژاد سیامی شهرت ندارد اما هوش فراوان و خصوصیات رفتاری، وی را به گربه‌ای محبوب در سراسر ایالات متحده و انگلستان تبدیل کرده‌است.
بیشتر رجیستری‌های گربه تفاوتی بین این دو شاخه ی برمه قائل نمی‌شوند، اما به‌طور رسمی گربه‌هایی که توسط پرورشدهندگان انگلیسی به وجود آمده اند را برمه ی اروپایی مینامند .

## ویژگی‌های ظاهری
اندازه جثه در تمام برمه‌ها مشابه است. دارای جثه متوسط، عضلانی و محکم می‌باشد. نباید به تو پری و سنگینی نژاد انگلیسی و نه به باریکی و کشیدگی نژاد سیامی باشد. جمجمه و پوزه گرد و گوشها به اندازه متوسط و با فاصله معین نسبت به یکدیگر قرار دارند. بینی دارای قوس و چانه خوش فرم و قدرتمند می‌باشد. چشمها بادامی شکل و رنگ قابل قبول برای آن، رنگهای طیف زرد می‌باشند ( در انگلستان رنگ سبز و زرد نیز مورد قبول داوران است). طول دم به‌طور برعکس تا شانه حیوان می رسد. در هر رنگی اعم از آبی، قرمز، شکلاتی، کرم و قهوه‌ای تیزه یافت می‌شود و رنگها در قسمت صورت و پاها تیره تر می‌باشند.
گربه‌های برمه‌ای در اصل دارای رنگ قهوه‌ای می‌باشند، اما در تکثیرهای بعدی طیف گسترده‌ای از رنگها به وجود آمده‌است .شرکت‌های مختلف، قوانین متفاوتی برای پذیرفتن رنگهای گربه ی برمه‌ای دارند .

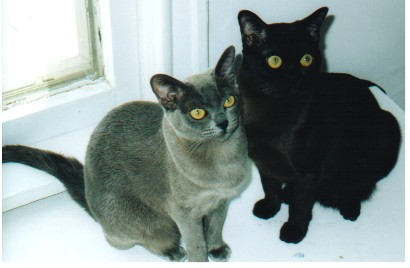

## خلق و خو
این نژاد جذاب و آرام، خوش برخورد، افسونگر و فریبنده است. در گذشته به علت وفاداری زیاد و خصلت باز آوری اشیاء برای صاحبش لقب گربه سگی را بر او نهادند. خصوصیات رفتاری گربه برمه‌ای شباهت زیادی به سیامی‌ها دارد اما صدای آن در مقایسه با نژاد سیامی نازکتر می‌باشد.
گربه‌های برمه‌ای به رفتار دوستانه و خوش مشرب بودن با انسان‌ها شهرت دارند و دارای هوش بسیار زیادی می‌باشند .آنها همچنین بسیار پر سر و صدا هستند و بیشتر اوقات مشغول صدا زدن صاحب خود می‌باشند .